# Luteranismo na Nova Zelândia
O Luteranismo chegou a Nova Zelândia por volta de 1840 nas Ilhas Chatham , e hoje contam com cerca de 3.900 Luteranos no país.

## História
A Gossner Mission Society enviou cinco jovens - Oskar Beyer, Tohan Baucke, Johannes Engst, David Müller e Franz Schirmeister à Baía de Whakaru, Chathams, em fevereiro de 1843. Em 1850, ficou claro que a missão não era viável e, tempo, apenas Engst permaneceu na ilha, onde morreu em 1910.
Na Ilha do Sul, Nova Zelândia, as terras compradas pela Companhia da Nova Zelândia para seu assentamento de Nelson atraíram - por meio de anúncios de jornal - um grupo de emigrantes (principalmente luteranos) do norte da Alemanha e da Renânia. O navio St Pauli chegou a Nelson em junho de 1843.
A Sociedade da Missão do Norte da Alemanha patrocinou uma segunda leva de missionários para trabalhar com Maori, e a bordo do navio estavam dois ministros ordenados, Johann Friedrich Heinrich Wohlers e Johann Friedrich Riemenschneider, com dois estudantes, HH Trost e JWC Heine.
Wohlers se aventurou no sul e acabou fundando uma missão na Ilha Ruapuke, sob o abrigo de Tuhawaiki. A pequena comunidade prosperou até a abertura do continente. Ele morreu na Ilha Steward em 1885. JF Riemenschneider virou-se para Taranaki com um Sr. Wieghtman, em direção ao rio Mokau, encontrando-se com Henry Schnackenberg, que estava na estação missionária metodista. Ele tentou estabelecer uma base em uma área povoada por católicos maori, mas depois, com a ajuda de HH Turton, mudou-se para Warea, em Taranaki, onde desempenhou vários papéis - como médico, juiz, construtor, marceneiro, trabalhador agrícola. e advogar por Māori no corpo local e um conselheiro do governo na terra Maori.
Sua recusa em se alinhar com Maori, durante as Guerras de Taranaki, 1860, no entanto, causou uma ruptura, resultando em sua mudança para Nelson, e depois em Otakou Heads, onde ele morreu em 1866 .JCW Heine tinha sido deixado para atender os colonos alemães em Nelson, assumindo papéis de professor e pastor. Ele vendeu a terra da NZ Company em Nelson, comprando uma base na área de Moutere, Waimea, Ranzau. E ele nomeou seu assentamento Sarau.
Heine se aproximou da Hermannsburg Mission Society para ajudar com finanças e pessoal tanto para uma missão maori quanto para os luteranos alemães. Primeiramente veio CF Meyer (de Adelaide), então Christoph Direks, HW Kower, H Loose e JF Goessling, 1876. Christoph Dierks (Waitotara) e seu irmão Hartwig (Maxwelltown) foram os mais bem sucedidos em trabalhar com Maori.
O pastor G Blaess trabalhou na área de Parihaka até 1906. Embora Te Whiti e Tohu não permitissem que seu povo assistisse aos seus cultos, eles permitiram que eles participassem de “cantos” que o musicalmente talentoso Blaess organizou.
O pastor Blaess encontrou-se com Hamuera Te Punga, de Waiwhetu, e pediu-lhe que traduzisse a oração do Pai Nosso e o pequeno catecismo de Lutero em maori.
Hamuera foi encorajado a estudar para o ministério e foi enviado, com Henry Harting, para um Seminário Luterano em Springfield, nos Estados Unidos. Hamuera casou com Lydia Gose e retornou para a Nova Zelândia em 1912.
Depois de trabalhar na área de Lower Hutt, Hamuera foi convidado para a Igreja Luterana de St. Johns em Halcombe, onde permaneceu até sua morte em 1968.